# Meranda extentata
Meranda extentata är en fjärilsart som beskrevs av Walker 1861. Meranda extentata ingår i släktet Meranda och familjen nattflyn. Inga underarter finns listade i Catalogue of Life.